# Oreopanax arcanus
Oreopanax arcanus es una especie de fanerógama en la familia de las Araliaceae.

## Distribución y hábitat
Es endémica de Huehuetenango en Guatemala y en Chiapas de México donde se producen en los bosques montanos de robles  entre los 2000 y 2300 m s. n. m. Está tratada en peligro de extinción por pérdida de hábitat. Se encuentra en las laderas empinadas, bosques húmedos, bosques de Quercus,  a una altitud de 1400-3000 metros.

## Descripción
Es un árbol que alcanza un tamaño de hasta 12 m de altura, o un arbusto, frecuentemente epifítico; con ramitas robustas, esparcidamente tomentulosas a glabras; indumento, en la mayoría de las partes, de tricomas estrellados de ramas largamente pediculadas y sésiles. Hojas simples; lámina 8-25 × 6-13 cm, anchamente ovada a elíptica, papirácea a delgadamente coriácea, el haz escabroso o papiloso-piloso, el envés tomentuloso a esparcidamente piloso, 3-nervada en la base, la costilla media y las nervaduras primarias elevadas en el envés, la base obtusa, redondeada o cuneada a subcordata, el ápice agudo a acuminado; pecíolo 8-17 mm, más o menos estriado, ligeramente hinchado y expandido en la base. Inflorescencia estaminada hasta de 15 cm, paniculada, tomentosa, las ramas patentes, las brácteas subyacentes ausentes o diminutas; cabezuelas 3-4 mm, globosas, con 10-15 flores; pedúnculos 3-7 mm, con brácteas subyacentes diminutas, caducas; brácteas florales 1-2 mm, agudas; cáliz obcónico, el limbo truncado; pétalos c. 1.5 mm; filamentos c. 2 mm, las anteras c. 0.7 mm; estilo 1, muy corto. Inflorescencia hermafrodita compacta, las ramas hasta 5 cm, las brácteas subyacentes foliáceas; cabezuelas con 2-3 flores; brácteas florales 2-3 × 4-5 mm, papiráceas, cóncavas y arqueándose sobre las flores; cáliz obcónico a urceolado; estilos 5. Cabezuelas en la fructificación globosas; frutos 4-5 mm, globosos a ovoides; estilos 1-2 mm, las bases escasamente hundidas dentro del fruto, libres en la base, patentes, recurvadas por arriba; endospermo ruminado.
Esta especie se parece a Oreopanax flaccidus Marchal de México, pero esta última tiene la inflorescencia estaminada más robusta, las cabezuelas estaminadas con unas 15-25 flores, las brácteas subyacentes y los pedúnculos son más largos y lanceolados.

## Taxonomía
Oreopanax arcanus fue descrito por Albert Charles Smith y publicado en North American Flora 28B(1): 38. 1944.<
Etimología
Oreopanax: nombre genérico que deriva de las palabras griegas: oreos = "montaña" y panax = "Panax".
arcanus: epíteto latíno que significa "cerrada".